# Lettera di Bixby
La lettera di Bixby venne inviata dal 16º presidente degli Stati Uniti d'America, Abraham Lincoln, a Lydia Bixby, madre di cinque figli che si pensava fossero tutti caduti durante la guerra di secessione americana. Il breve testo di cordoglio e consolazione, scritto nel novembre 1864, venne inviato a Boston, città dove Bixby viveva, dopo una richiesta dell'allora governatore del Massachusetts John Andrew. La lettera è stata comunemente definita come una delle migliori prove di scrittura di Lincoln assieme al discorso di Gettysburg e al suo secondo discorso inaugurale.
Sulla lettera ci sono tuttavia controversie riguardo al contenuto, al destinatario e all'autore. Sebbene i suoi figli combattessero per l'Unione, sembra che la signora Bixby sostenesse, in realtà, la causa dei confederati. Inoltre, non tutti i suoi cinque figli morirono in battaglia: vi sono documenti infatti che provano che tre di essi erano ancora vivi dopo la guerra. Un possibile autore della lettera potrebbe essere John Hay, segretario e assistente di Lincoln. La missiva è stata abbondantemente ristampata e si crede che l'originale sia andato perso.

## Testo
La lettera di Lincoln alla signora Bixby venne stampata dal Boston Evening Transcript il 25 novembre 1864, lo stesso giorno in cui fu consegnata dall'aiutante generale del governatore del Massachusetts, William Schouler. Di seguito è riportato il testo in lingua originale così come apparve nel Transcript con a fianco la traduzione in italiano:
Washington, November 21, 1864.
Dear Madam,
I have been shown in the files of the War Department a statement of the Adjutant General of Massachusetts that you are the mother of five sons who have died gloriously on the field of battle. I feel how weak and fruitless must be any words of mine which should attempt to beguile you from the grief of a loss so overwhelming. But I cannot refrain from tendering to you the consolation that may be found in the thanks of the Republic they died to save. I pray that our Heavenly Father may assuage the anguish of your bereavement, and leave you only the cherished memory of the loved and lost, and the solemn pride that must be yours to have laid so costly a sacrifice upon the altar of freedom.
Yours, very sincerely and respectfully,
A. Lincoln»
Washington, 21 novembre 1864.
Gentile Signora,
Mi è stato mostrato negli archivi del Dipartimento di Guerra un rapporto dell’Aiutante Maggiore del Massachusetts secondo cui siete la madre di cinque figli che sono morti gloriosamente sul campo di battaglia. So quanto debole e inutile possa essere qualunque mia parola che tenti di distrarvi dall’afflizione di una perdita così opprimente. Ma non posso trattenermi dall’offrire a voi la consolazione che si può trovare dalla gratitudine della Repubblica per la cui salvezza essi sono morti.
Prego che il nostro Padre Celeste possa mitigare l’angoscia del vostro cordoglio, e vi lasci solo il ricordo meraviglioso degli amati defunti, e la solenne fierezza che vi deriva dall’avere deposto un così costoso sacrificio sull’altare della libertà.
Con grande deferenza e rispetto,
A. Lincoln»

## Genesi

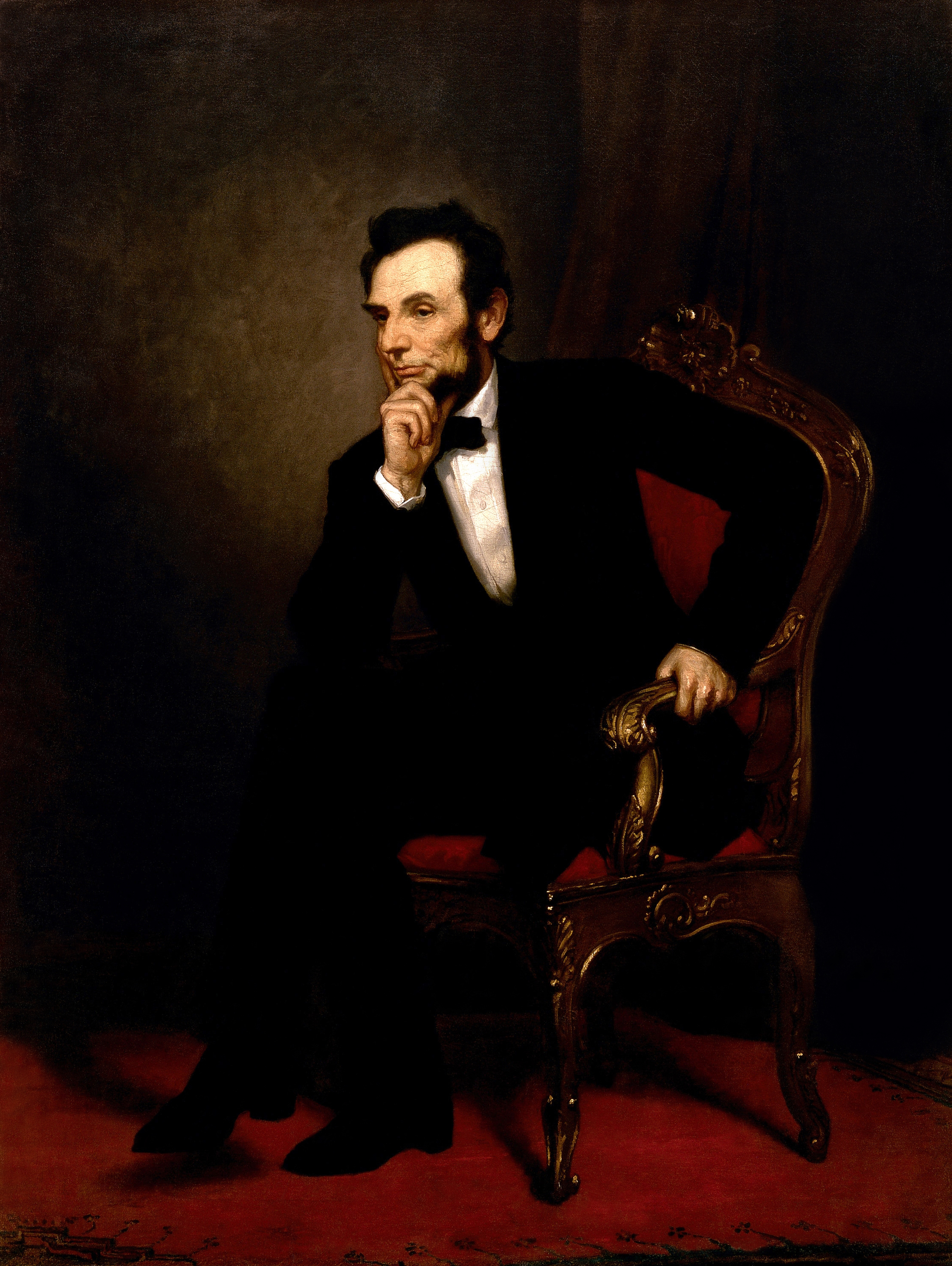
Il 16º presidente degli Stati Uniti d'America Abramo Lincoln, generalmente accreditato di aver scritto la lettera di Bixby

In un rapporto riguardante il padre di cinque figli coinvolti nella guerra di secessione americana diretto al governatore del Massachusetts John Andrew, il suo aiutante generale, William Schouler, menzionò il fatto che la signora Lydia Bixby aveva perso i suoi cinque figli in combattimento per la causa dell'Unione. Andrew inoltrò il rapporto al dipartimento della guerra con la preghiera di chiedere al presidente Abramo Lincoln di confortare la signora Bixby con una lettera. Il documento arrivò al segretario alla guerra Edwin McMasters Stanton, che a sua volta lo spedì a Lincoln con in allegato le generalità dei cinque figli della Bixby.
In ogni caso, il dipartimento della guerra si sbagliò quando informò il presidente che i cinque soldati erano tutti morti: due in effetti caddero in battaglia, ma gli altri tre sopravvissero alla guerra. I motivi di questo sbaglio non sono noti e non è dato sapere se l'errore fu intenzionale. Il destino dei cinque figli è stato il seguente:
1. Soldato Arthur Edward Bixby, compagnia C, Massachusetts 1st Heavy Artillery (in organico dal 24 giugno 1861 al 28 maggio 1862). Assente senza giustificato motivo. La signora Bixby disse che si arruolò mentendo sull'età e senza il suo permesso, il che comportò il congedo del soldato.
2. Sergente Charles N. Bixby, compagnia D, 20th Massachusetts (in organico dal 18 luglio 1861 al 3 maggio 1863). Ucciso nei pressi di Fredericksburg, in Virginia.
3. Caporale Henry C. Bixby, compagnia K, 32nd Massachusetts (in organico dal 5 agosto 1862 al 17 dicembre 1864). Catturato nel 1863 e rilasciato sulla parola. Congedato con onore il dicembre di quello stesso 1864. Indicato da Schouler come ucciso nella battaglia di Gettysburg.
4. Soldato Oliver C. Bixby, Jr., compagnia E, 58th Massachusetts (in organico dal 26 febbraio al 30 luglio 1864). Ucciso nell'assedio di Petersburg.
5. Soldato George W. Bixby, compagnia B, 56th Massachusetts (in organico dal 16 marzo 1864 al ottobre 1864). Catturato a Petersburg. I registri dei pensionamenti di guerra riportano che fu tenuto prigioniero e potrebbe aver disertato in favore del nemico, arruolato sotto il nome di George Way, sebbene il suo destino finale sia incerto.[5]

Secondo alcuni Lydia (Parker) Bixby si spostò a Boston da Richmond (Virginia), continuando a simpatizzare con i confederati come membro dei Copperhead. I contemporanei la descrivono come una sfruttatrice di prostitute, inaffidabile e più malvagia di quel che poteva sembrare. Il rapporto dell'aiutante generale Schouler potrebbe essere stato redatto senza verificare le informazioni date dalla Bixby, che potrebbe aver esagerato i fatti per ottenere una pensione. Tuttavia, è anche possibile che non sapesse nulla riguardo al fatto che tre dei suoi figli non erano morti (il caporale Henry, ad esempio, venne rilasciato dai confederati solo dopo che la Bixby ricevette la lettera).

## Copie

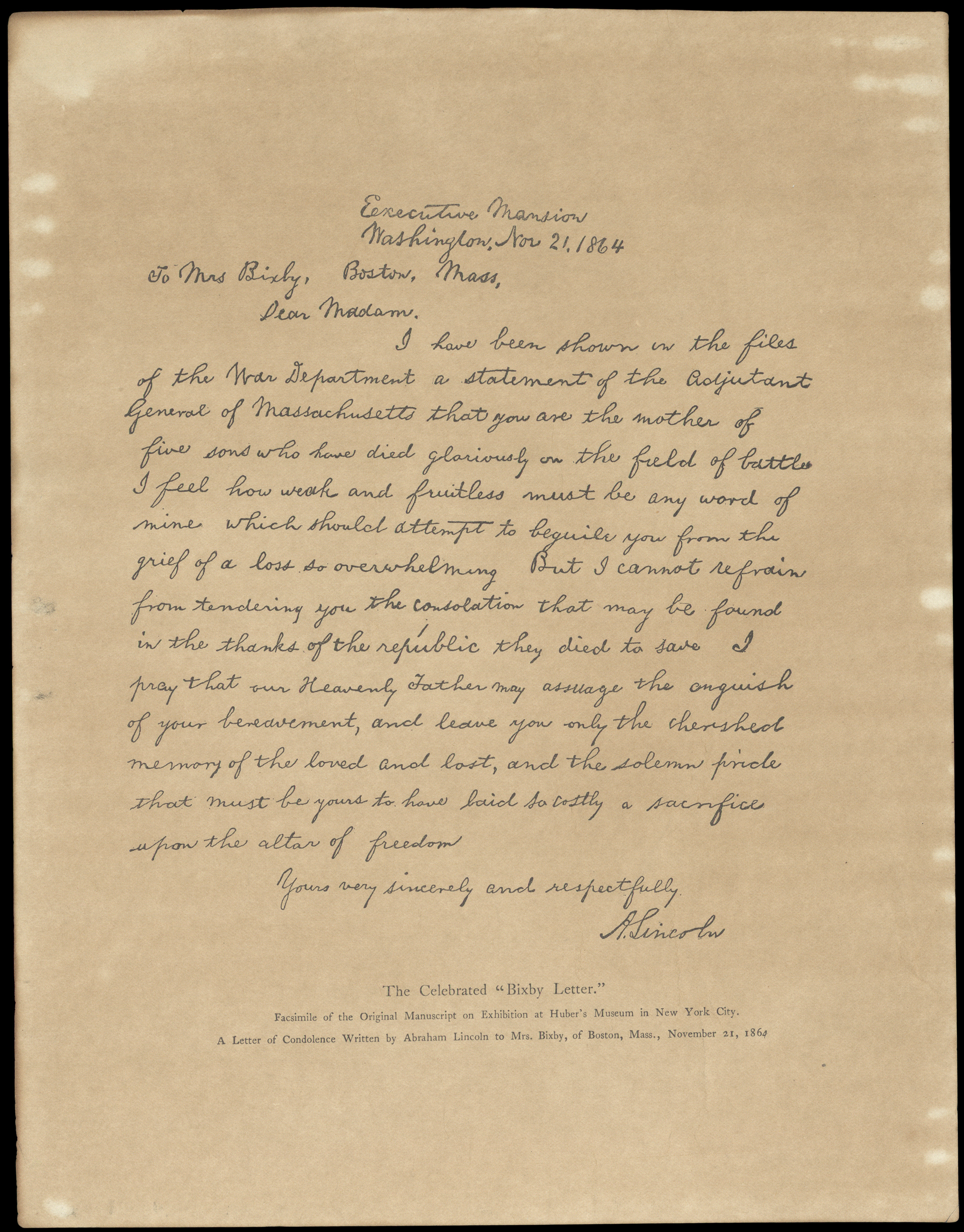
Essendo andato perso l'originale, il documento di questa foto è una copia stampata con la tecnica della litografia

Uno dei pronipoti della Bixby ha più volte ripetuto la storia raccontatagli dal padre secondo cui la signora Bixby avrebbe distrutto la lettera di Lincoln dopo averla letta, il che sarebbe in linea con la sua fede da sudista. Di sicuro la lettera originale è andata persa, anche se è in circolazione una copia litografata di ignota origine che suggerisce che la lettera non sarebbe stata distrutta immediatamente, o che la copia potrebbe essere un falso (anche se tiene in vita le speranze che l'originale, valutato nel 2009 a qualche milione di dollari, giaccia dimenticato in qualche archivio o collezione).
Il commerciante di autografi Charles Hamilton e Chris Coover della casa d'asta Christie's hanno ricevuto nel tempo vari falsi spacciati per la lettera originale. Hamilton in particolare ha esaminato la copia litografata ed è giunto alla conclusione che si tratti di una copia di un mediocre falso, sostenendo che nel testo compaiono elementi non coerenti con il periodo storico in cui visse Lincoln e che traspaiono segni di matita coperti poi a penna. John Hay, segretario e assistente di Lincoln, è noto per la sua abilità nell'imitare la scrittura di Lincoln che, a detta del figlio Robert Todd Lincoln, non era difficile da copiare.
A partire dagli inizi del XX secolo, la credenza popolare negli USA era che l'originale, o la copia identica dell'originale, si trovasse al Brasenose College dell'Università di Oxford in mostra tra altri importanti lavori in lingua inglese. Lo scrittore F. Lauriston Bullard studiò questa ipotesi nel 1925, scoprendo in realtà che al Brasenose College non c'era nulla che riconducesse alla lettera di Bixby. Le storie sulla locazione della lettera originale non si sono però fermate.
Nel 2008 un museo di Dallas ha rinvenuto nei suoi archivi un documento che potrebbe essere una copia autentica della lettera. Alan Olson, membro della Dallas Historical Society che ha potuto esaminare il foglio, ha sostenuto che la carta e l'inchiostro sembrano risalire al periodo della guerra di secessione, ma altri esperti dubitano dell'autenticità del documento, portando a sostegno della loro opinione il fatto che dal 1890 iniziarono a circolare un gran numero di copie della lettera.

## Paternità

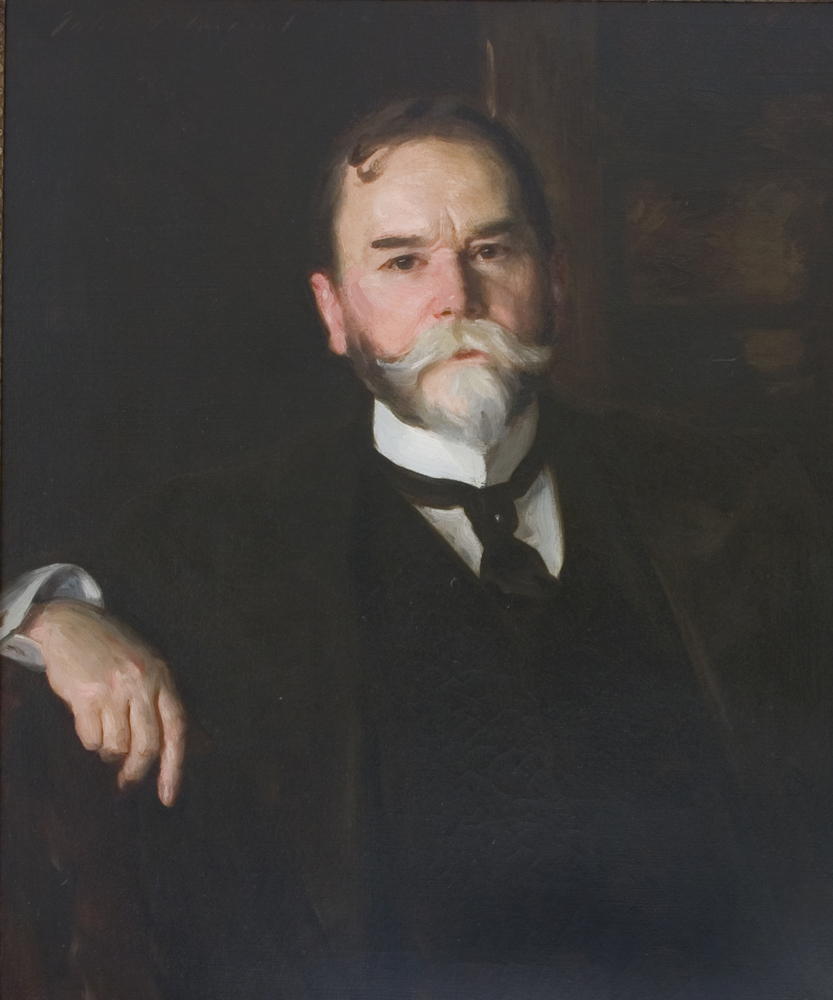
John Hay, segretario e assistente di Lincoln, talvolta indicato come possibile autore della lettera

Da tempo è aperto un dibattito se il vero autore della lettera sia Lincoln in persona (come crede la maggior parte degli studiosi di Lincoln) o, piuttosto, se egli abbia delegato il suo segretario e assistente John Hay di scriverla (ma su questo ci sono più indizi che prove certe).
Inizialmente sono circolate voci di persone che in numerose occasioni sentirono Hay affermare di aver scritto lui la lettera, ma ricerche più approfondite hanno stabilito trattarsi di dichiarazioni di seconda mano. Altro elemento a favore di Hay è il fatto che nel suo taccuino, composto quasi interamente da suoi testi, compare il testo della lettera ma, secondo alcuni, questa non sarebbe una prova certa perché Hay era solito "collezionare" le frasi di Lincoln. Un ulteriore dubbio sulla paternità della lettera attribuita a Lincoln concerne il modo di scrivere del presidente, in particolare prendendo come riferimento il novembre 1864, quando cioè la lettera venne scritta: Hay disse a William Herndon, futuro biografo del presidente, che Lincoln leggeva poche lettere che gli venivano spedite ma che ne scriveva una mezza dozzina a settimana. Ebbene, nel novembre 1864 si era in periodo di elezioni presidenziali e Lincoln era sicuramente molto impegnato, per cui, forse, Hay avrebbe potuto "alleggerire" i compiti del presidente scrivendo la lettera per lui.

## Cultura di massa
Il passo "the solemn pride that must be yours to have laid so costly a sacrifice upon the altar of freedom" (la solenne fierezza che vi deriva dall'avere deposto un così costoso sacrificio sull'altare della libertà) è riportato nella statua di Lady Columbia al National Memorial Cemetery of the Pacific delle Hawaii, mentre la lettera per intero è stata trascritta in una placca sistemata nel memoriale della Marine Corps Base Camp Pendleton.
Il film del 1998 Salvate il soldato Ryan ha mostrato al grande schermo la storia di quattro fratelli statunitensi partiti per la seconda guerra mondiale, di cui tre caduti in azione. Il generale George Marshall (interpretato da Harve Presnell) legge a dei suoi subalterni la lettera di Bixby e autorizza un'operazione per prelevare il quarto fratello rimasto in vita e riportarlo alla madre.
L'ex presidente George W. Bush ha letto la lettera nel corso di una cerimonia in occasione del decimo anniversario degli attentati dell'11 settembre 2001.